# Bistum Skara

Das Wappen des Bistums

Das Bistum Skara (schwedisch Skara stift) ist eine der dreizehn Diözesen innerhalb der evangelisch-lutherischen Schwedischen Kirche. Es besteht aus 178 Kirchengemeinden (församlingar), die zu 11 Propsteien zusammengefasst sind. Bischofssitz ist die Stadt Skara mit dem Dom zu Skara als Bischofskirche.
Das Bistum ist das älteste Bistum in Schweden. Schon im 10. Jahrhundert gab es hier Missionsbischöfe ohne festen Sitz. Die Einsetzung von Bischof Thurgot im Jahr 1014, der mit Unterstützung des ersten christlichen Königs Olof Skötkonung eine Organisation aufbauen konnte, gilt als die Gründung des Bistums, so dass im Jahr 2014 unter Beteiligung der Kronprinzessin Victoria die Tausendjahrfeier begangen wurde.
Ursprünglich ein Missionsbistum, umfasste es bis zur Gründung des Bistums Linköping ganz Götaland. Anfangs ein Suffraganbistum des Erzbistums Hamburg-Bremen, ging es 1104 zur Kirchenprovinz Lund und 1164 zur Kirchenprovinz Uppsala über. In der schwedischen Reformationsgeschichte spielte das Bistum eine wichtige Rolle, weil der letzte katholische Bischof Magnus Haraldsson 1528 auf Befehl von König Gustav Vasa ohne päpstliche Bestätigung geweiht wurde. Nachdem er einen gegenreformatorischen Aufstand angeführt und außer Landes geflohen war, ließ der König 1531 mit Sveno Jacobi erstmals einen erklärten Anhänger Luthers zu seinem Nachfolger weihen. Seit der Ausgliederung der Bistümer Karlstad und Göteborg im 16. und 17. Jahrhundert erstreckt es sich über die ehemalige Provinz Skaraborgs län sowie über Teile der ehemaligen Provinz Älvsborgs län und der Provinz Jönköpings län.
Von 2004 bis 2012 war der frühere Göttinger Theologieprofessor Erik Aurelius Bischof von Skara. Auf ihn folgten Åke Bonnier der Jüngere (2012–2024) und Ulrica Fritzson.